# Moše Safdie

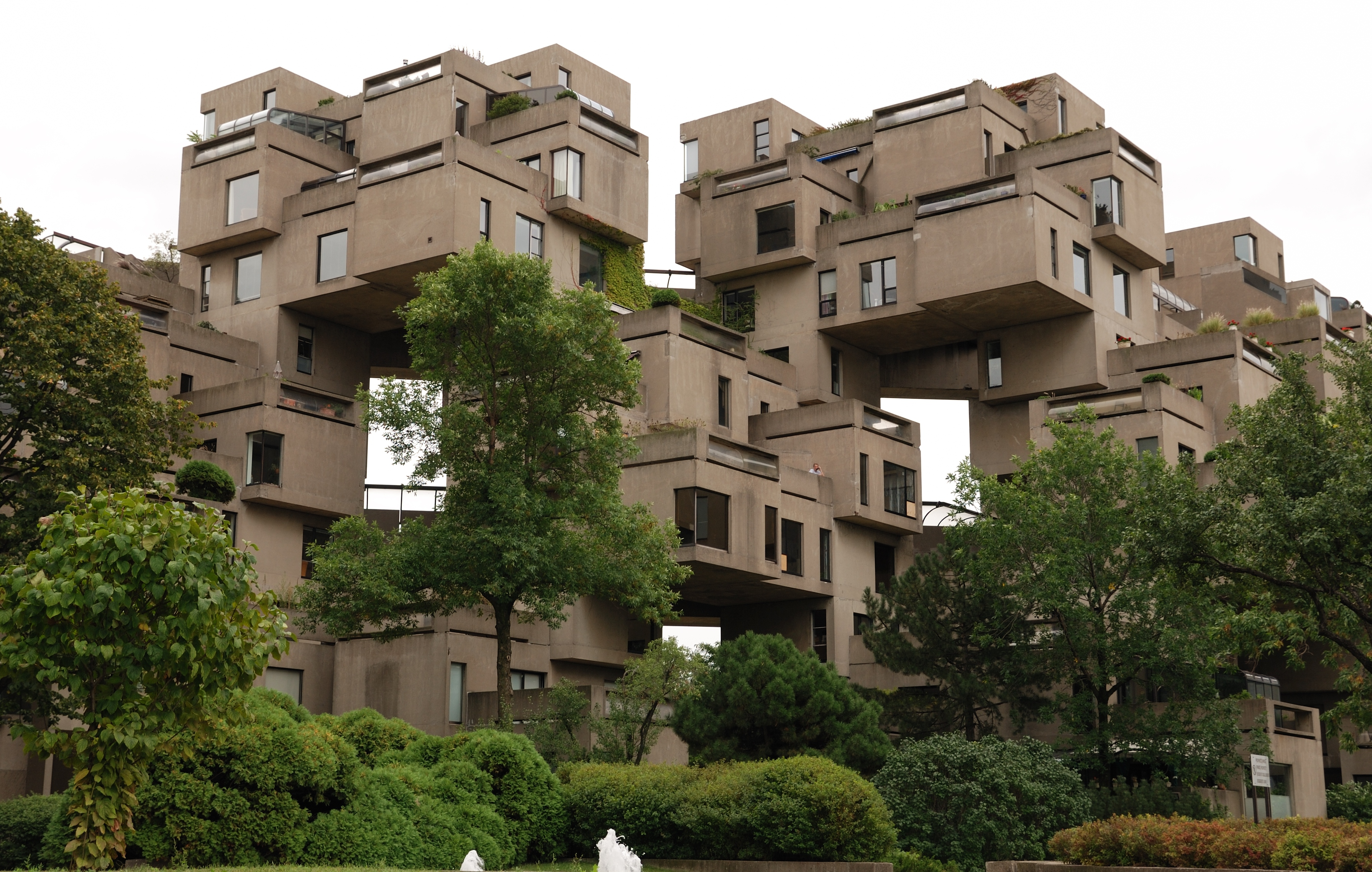
Habitat 67, diplomový projekt realizovaný pro světovou výstavu Expo 67

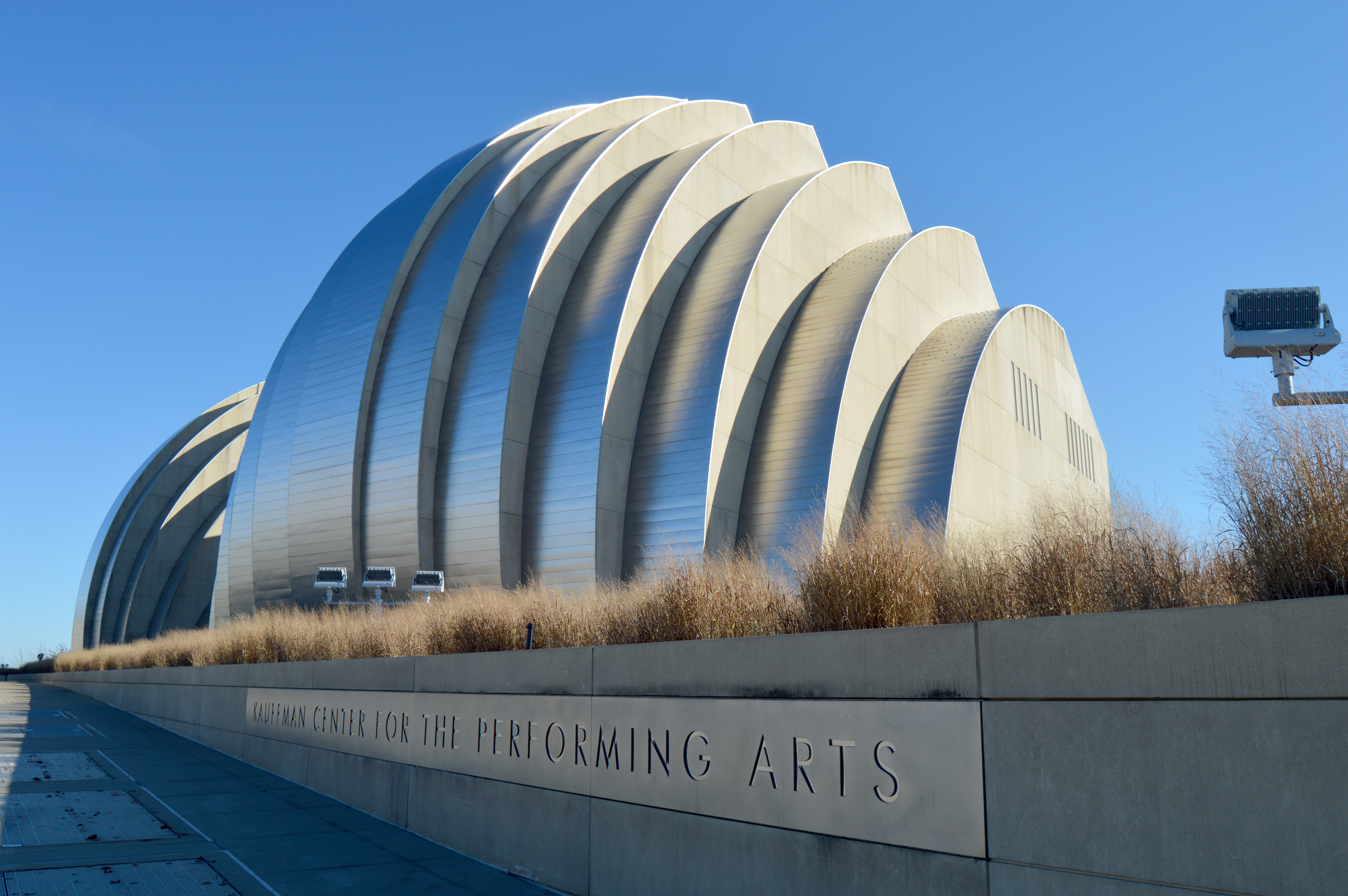
Kauffman Center for Performing Arts v Kansasu

Moše Safdie, někdy psán jako Moshe Safdie (14. červenec 1938 Haifa) je izraelsko-kanadský architekt a urbanista.

## Životopis
Narodil se ve městě Haifa v Izraeli během trvání Britského mandátu. Jako teenager se přestěhoval se svou rodinou do Kanady, s čímž jako oddaný socialista a sionista v té době nesouhlasil; nakonec se však s Kanadou smířil. Architekturu studoval na univerzitě McGill v Montréalu a pracoval pod vedením Luisa Kahna ve Filadelfii. Byl vynikající student a jeho diplomový projekt Habitat 67 byl vybrán a zrealizován pro světovou výstavu Expo 67; o tomto projektu, komplexu obytných jednotek naskládaných na sebe jako kostky stavebnice Lego, se diskutovalo v architektonických kruzích a odstartoval jeho kariéru. Léta 1967 se vrátil do Izraele, aby se mohl stát součástí týmu, který renovoval starý Jeruzalém. Navrhl také Památník dětských obětí holocaustu Jad vašem v Jeruzalém.
Poté učil na univerzitách Yale, McGill a Ben Gurion. Nakonec se stal roku 1976 profesorem na Harvardově univerzitě a založil hlavní sídlo své firmy v nedalekém Somerville v Massachusetts. V 1986 byl vyznamenán řádem Order of Canada.
Dnes žije v Jeruzalémě, má izraelské i kanadské občanství.

## Stavby
- Habitat 67 na Expo 67, Montreal, Kanada
- Marina Bay Sands, Singapur
- Městská knihovna ve Vancouveru, Vancouver, Kanada
- Veřejná knihovna v Salt Lake City, Salt Lake City, Utah
- Peabody Essex muzeum, Salem, Massachusetts
- Crystal Bridges Museum of American Art, Bentonville, Arkansas
- Památník dětských obětí holocaustu Jad vašem, Jeruzalém, Izrael
- Khalsa Heritage Memorial Complex, Anandpur Sahib, Paňdžáb, Indie